# هیروماسا توکیوکا
هیروماسا توکیوکا (انگلیسی: Hiromasa Tokioka؛ زادهٔ ۲۴ ژوئن ۱۹۷۴) بازیکن فوتبال اهل ژاپن است.
از باشگاه‌هایی که در آن بازی کرده‌است می‌توان به باشگاه فوتبال کونسادول ساپورو اشاره کرد.